# Георг Брандес
Георг Морис Коен Брандес (дан. Georg Morris Cohen Brandes; Копенхаген, 4. фебруар 1842 — Копенхаген, 19. фебруар 1927) био је дански критичар и књижевник који је умногоме утицао на скандинавску и европску књижевност почевши од 1870-их па све до почетка међуратног периода. Традиционално га сматрају теоретичарем пробоја модерности. У својим тридесетим годинама Брандес је формулисао принципе новог реализма и натурализма, насупрот књижевности касног романтизма која му је деловала превише удаљена од стварности и коју, по његовом виђењу, карактерише празна естетика. Према Брандесу, књижевност би требалo да преноси „велике мисли о слободи и напретку човеченства”. Његове књижевне ставове делили су многи аутори укључујући и Норвежанина Хенрика Ибзена.
За Георга Брандеса обично се сматра да је инспирисао модернистички интелектуални покрет у међуратном периоду који је познат као културни радикализам.

## Биографија

### Младост
Георг Брандес је рођен 4. фебруара 1842. године у Копенхагену у јеврејској породици која је припадала средњој класи. Он је био најстарији од троје деце, а његова браћа су такође истакнути Данци Едвард Брандес (он је био политичар, критичар и аутор) и Ернст Брандес (он је био економиста, писац и уредник новина). Верује се да је одмалена показивао знаке надарености. Научио је да чита пре него што је напунио четири године, а у трећи резред кренуо је са седам година. Међутим, у школи му је било досадно. Брандес је 1859. године започео студије права на Универзитету у Копенхагену, али често је мењао области студија. Недуго по почетку свог студентског живота пребацио се на студије културне историје, затим на студије филозофије и на крају на студије естетике из којих је стекао магистарску диплому. 1862. године освојио је златну медаљу универзитета за свој есеј „Поимање Немезис међу древним народима”. Он је још раније показао своје изванредне вештине писања стихова, али тада још није написао довољно песама да би се оправдало објављивање самосталне збирке. Брандес је своје песме први пут објавио 1898. године. Током његових година на универзитету велики утицај на њега имала су Хејбергова критичка дела и Кјеркегорова филозофија, што ће оставити трага и на његово будуће стваралаштво.
Године 1866. допринео је расправи о делу филозофа Расмуса Нилсена „О дуализму у нашој најновијој филозофији”. Од 1865. до 1871. године Брандес је пуно путовао Европом изучавајући стање књижевности у највећим универзитетским центрима. Његов први важан допринос књижевној критици биле су „Естетске студије” (1868). Брандес је 1870. објавио неколико значајних свезака: „Француска естетика садашњице”, која се углавном бавила стваралаштвом Иполита Тена, „Критике и портрети” и превод дела „Потчињавање жена” које је написао Џон Стјуарт Мил, кога је Брандес упознао те године приликом своје посете Енглеској.

### Продор модерности
Брандес је заузео место као водећи критичар северне Европе примењујући Тенове методе на локалне услове и мисаоне тенденције. По повратку у Данску постао је доцент и предавач естетике на Универзитету у Копенхагену, где су његова предавања постигла велики успех и окупила бројну публику. Његово чувено уводно предавање које је одржано 3. новембра 1871. носило је назив „Главне струје у књижевности деветнаестог века” (дан. Hovedstrømninger i det 19de Aarhundredes Litteratur) и најављивало је почетак његове доживотне борбе за модернизацију данске књижевности. Када се 1872. упразнило место професора на катедри за естетику, очекивало се да ће оно припасти Брандесу. Али млади критичар се својим ватерним заговарањем модерних идеја замерио великом броју људи. Он је одрастао у дому који је био индиферентан према религији тако да јудаизам није оставио утисак на дечака и он себе није сматрао Јеврејином, али су га људи и даље видели као Јевреја у хришћанској земљи, што није било прихваћено. Такође су се истицала његова радикална убеђења. Због свега овога, власти су одбиле да га именују за професора, али је његова компетентност за ту позицију била толико очигледна да је годинама место професора естетике остало упражњено јер се нико није усудио да се пореди са Брандесом.
У току ове полемике Брандес је почео да издаје томове његовог најамбициознијег дела, „Главне струје у књижевности деветнаестог века”, од којих су се четири тома појавила у периоду између 1872. и 1875. Иновативност ове критике књижевности великих европских земаља с почетка 19. века и његов опис опште побуне против псеудо-класицизма 18. века привукао је пажњу и ван Данске. Метеж који је окруживао критичара повећао је успех дела, а Брандесова репутација је све више расла, поготово у Немачкој и Русији.
Средином 1870-их Брандес је са братом Едвардом преузео издавање часописа „Деветнаести век” (дан. Det nittende aarhundrede), али пошто часопис није заживео напустио је Данску. Он се 1877. године одселио из Копенхагена и настанио се у Берлину, где је активно учествовао у естетском животу тог града. Међутим његови политички ставови довели су га до проблема са Пруском краљевином, па се 1883. вратио у Копенхаген. Тамо је наишао на нову школу писаца и мислилаца који су га радо прихватили као свог вођу. Та група се звала „Det moderne Gjennembruds Mænd” (Мушкарци продора модерности), и њу су чинили Ј. П. Јакобсен, Холгер Драхман, Едвард Брандес, Eрик Скрам, Софус Шандорф и Норвежани Хенрик Ибсен и Бјернстјерне Бјернсон. Око 1883, међутим, започињу конзервативне реакције против његових „реалистичких” доктрина на челу са Холгером Драхманом.

### Приватни живот и последње године
Kрајем 1880-их Брандес се борио против онога што је сматрао лицемерјем претерано чедне сексуалности, што је довело до прекида добрих односа са Бјернстјерне Бјернсоном. У периоду између 1886. и 1888. Брандес је био у вези са шведском списатељицом Викторијом Бенедиктсон, која је написала романе „Новац” (швед. „Pengar”) и „Госпођа Маријана” (швед. „Fru Marianne”) под мушким псеудонимом Ернст Алгрен. Бенедиктсон је извршила самоубиство у хотелској соби у Копенхагену, а њена веза са Брандесом касније је истицана као узрок њене смрти.
Са својим политички ангажованим братом Едвардом Брандесом (1847—1931) стајао иза оснивања дневног листа „Политика” (дан. „Politiken”).
Брандес одбацује концепте " доброг, лепог и истинитог " из Гетеовог романтизма, али ипак их користи, додуше редефинисано. Истина се односи на науку, добро је социјално-хуманистичка етика, а лепота је проблематичнија и тешко ју је дефинисати. Сматрао је да уметност не треба да буде само лепа већ и да „књижевност треба да износи прблеме на расправу.” У ту Брандесову изјаву заклиње се марксистичка анализа. Међутим, ово није естетска изјава, већ се пре односи на то да значај литературе треба бити у равни са временом, а не да заостаје за њим. Књижевност увек треба да се бори за слободу и напредак.
Крајем 1880-их, Брандес се сконцентрисао на „велике личности” које су по његовом виђењу представљале извор културе. У овом периоду он је открио Фридриха Ничеа, и не само да га је представио скандинавској култури, већ и целом свету. Серија предавања које је одржао о Ничеовој мисли, коју је описао као „аристократски радикализам”, прва су представила Ничеа као светску културну личност коју би интелектиалци требало да примете. О Брандесовом опису његове филозофије сам Ниче је рекао: „Израз 'аристократски радикализам', који ви користите, врло је добар. То је, дозволите ми да кажем, најпаметнија ствар коју сам о себи досад прочитао”. 1909. године та предавања су уређена и објављена као монографија Фридриха Ничеа, која обухвата целокупну преписку између Брандеса и Ничеа, као и два есеја написана у част животу и размишљањима покојног Ничеа. На енглески ју је превео А. Г. Чатер, а том је 1911. објавио Хајнеман, што је омогућило да Ничеове мисли досегну значајну публику са енглеског говорног подручија пре почетка Првог светског рата. Управо је Брандес у писму из 1888. године писао Ничеу саветујући га да прочита дела Серена Кјеркегора јер је сматрао да имају много тога заједничког. Нема доказа, међутим, да је Ниче икада прочитао било које од Кјеркегорових дела.
Кључна идеја „аристократског радикализма” наставила је да утиче и на већину каснијих Брандесових дела и резултирала настајањем обимних биографских дела. То су биле биографије Вилијама Шекспира (1897—98) Јохана Волфганга Гетеа (1914—15), Франсое де Волтера (1916—17), Гаја Јулија Цезара (1918) и Микеланђела (1921).
Почетком 20. века, Брандес се више пута борио против данских политичких установа, али је на крају морао да одустане од својих напада. Мађутим, његов међународни углед је растао. Он је на много начина опонашао Волтера, као аутора који се у својим делима борио против уобичајеног мишљења, лицемерја и танког слоја моралности. Осудио је малтретирање националних мањина, прогон Алфреда Драјфуса итд. Током Првог светског рата осуђивао је националну агресију и империјализам обе зараћене стране, а његове последње године биле су посвећене антирелигијским полемикама. У позном периоду свог стваралаштва Брандес је успоставио нове везе са интелектуалцима попут Анрија Барбиса, Ромена Ролана и Е. Д. Морела када је био један од суоснивача приликом оснивања социјалистичке, пацифистичке организације Clarté.
Брандес се противио идеји о историчности Исуса и био је поборник идеје о Христовом миту. Он је 1926. године објавио књигу која је преведена као Исус: Мит (дан. Sagnet om Jesus).
Данас је Брандес и даље један од најутицајнијих узора у историји данске књижевности, укључујући Холберга и Грунтвига. То, међутим, није спречило критичаре да му упуте извесне замерке. Десно крило га је осуђивало да је антинационалиста и неморални атеиста. Док су социјалисти критиковали његов спиритуално-аристоркатски став, женски покрети су га доживљавали као недоследног у његовом позитивном ставу према родној равноправности. Ипак, његов историјски значај и дање је далекосежан.

### Каснија ауторска дела
Његова каснија дела укључују и монографије о Серену Кјеркегору (1877), Есаису Тегнеру (1878), Бенџамину Дизраелију (1878), Фединанду Лесалеу (1877), Лудвигу Холдбергу (1884), Хенрику Ибсену (1899) и Анатолу Франсу (1905). Брандес је опширно писао о најзначајнијим савременим писцима и песницима Данске и Норвешке, а он и његови следбеници дуго су били судије у погледу књижене славе у нордијским земљама. Његова дела „Дански песници” (1877), које садржи студије о Карстену Хауху, Лудвигу Бодчеру, Кристијану Винтеру и Фредерика Палудана-Мулера, „Мушкарци модерне транзиције” (1883) и његови „Есеји” (1889), кључна су за правилно проучавање модерне скандинавске књижевности. Такође је написао књигу о Пољској (1888; док је енглески превод објавњен 1903), а био је и један од уредника немачке верзије Ибзенових дела.
Најважније од његових каснијих дела јесте његова студија о Вилијаму Шекспиру (1897—1898), коју је на енглески превео Вилиам Арчер, а која је била веома цењена. Било је то, можда, историјски најауторитативније дело о Шекспиру, које у суштини није било намењено публици са енглеског говорног подручија. Након тога бавио се писањем историје савремене скандинавске књижевности. У свом критичком раду који је обухватао шире области од радова било ког другог живог писца, Брандесу је помогао особен, шармантан стил, луцидан и разуман, ентузијастичан, али без екстраваганције. 1900. године први пут је сабрао своја дела у потпуном и популарном издању и почео свој рад на немачком издању које је завршио 1902.
Брандес је 1906. године објавио „Главне струје у књижевности 19. века” (у шест томова). Ова књига нашла се међу 100 најбољих књига за образовање према избору Вила Дјуранта из 2008. Обојица, и Брандес и Дјурант били су сарадници часописа „Мајка земља”.

## Реформација језика
Управо је Брандес 1899. године данском језику представио реч и појам „интелектуалац”. Он је предговор за своју збирку завршио речима: „ Усуђујем се рећи да дански језик у наше време није имао вернијег и угледнијег љубитеља и покланика” [од њега]. Побринуо се за то да се у данском језику појаве следеће речи: одређење појма (Begrebsbestemmelse), основа доказа (bevisgrund), монотоно (enstonig), демагог (folkeforfører), јавно мњење (folkemening), феномен (foreteelsе), аудијенција (foretræde), туристички водич (fremmedfører), уметничка ауторска права (følgeret), доследност (følgerigtighed), одобравати (godkende), аксиом (grundsætning), обавезе (gøremål), тим редоследом (henholdsvis), опустошити (hærge), ентузијазам (ildhu), уобразиља (indbildningskraft), карактерисати (kendetegne), усвојити (knæsætte) и толеранција (tålsomhed). Из норвешког позајмио је реч реакција (bagstræv), а од Бјернстјерне Бјернсона реч демократија (folkestyre).
Поред тога, кованице које је сам створио или превео као позајмљенице из немачког: општа информисаност (аlmenbevidsthed), општепознат (almenkendt), непрофитно (almennyttig), повлашћен (bedrestillet), паметовање (bedreviden), малограђански (bedsteborgerlig), замишљати (billeddannende), монденски (dennesidig), особеност (egenart), дефинитивно (endegyldig), слика народног живота (folkelivsmaleri), народни устанак (folkerejsning), декаденција (forfaldstid), дизајн (formgivning), бесциљно (formålsløs), брак из рачуна (fornuftægteskab), прелиминарне студије (forundersøgelse), шовинизам (fædrelanderi), демонстрација моћи (kraftudfoldelse), масовни убица (massemorder), међународни (mellemfolkelig), социјално конзервативно (samfundsbevarende), заједништво (samhørighed), самопоуздан (selvsikker), истраживање душе (sjæleforskning), несебичан (uselvisk), нереалан (virkelighedsfjern). Када је у питању додавање нових речи у дански језик, надмашују га једино Холберг и Кјеркегор.

## Хронолошки списак дела
- О дуализму у нашој најновијој филозофији [ дан. Om Dualismen i vor nyeste Filosofi ] (1866)
- Естетске студије [ дан. Æstetiske Studier ] (1868)
- Критике и портрети [ дан. Kritiker og Portraiter ] (1870)
- Главне струје у књижевности деветнаестог века [ дан. Hovedstrømninger i det 19. Aarhundredes Litteratur ] (1871)
- Дански песници [ дан. Danske Digtere ] (1877)
- Пољска [ дан. Polen ] (1877)
- Мушкарци продора модерности [ дан. Det moderne Gjennembruds Mænd ] (1883)
- Лудвиг Холберг [ дан. Ludvig Holberg ] (1884)
- Есеји [ дан. Essays ] (1889)
- Живот I—III [ дан. Levned I—III ] (1905—1908)
- Светски рат [ дан. Verdenskrigen ] (1915)
- Исус: Мит [ дан. Sagnet om Jesus ] (1927)